# Buffalo Americans
Die Buffalo Americans waren eine US-amerikanische Eishockeymannschaft aus Buffalo, New York. Die Mannschaft spielte von 1930 bis 1932 in der American Hockey Association.

## Geschichte
Das Franchise wurde 1930 als Expansionsteam der American Hockey Association unter dem Namen Buffalo Americans gegründet. In ihrer Premierenspielzeit belegte die Mannschaft den vierten Platz der regulären Saison und verpasste nur knapp die Playoffs. Am 3. Februar 1931 wurde die Mannschaft in Buffalo Majors umbenannt. In der Saison 1931/32 mussten sich die Majors aus finanziellen Gründen nach 24 absolvierten Partien vom Spielbetrieb der AHA zurückziehen und das Franchise wurde aufgelöst.